# ビセンテ・ガリバルド
クリストバル・ビセンテ・ガリバルド（Christobal Vicente Garibaldo、1969年4月14日 - ）はパナマ共和国パナマ県チェポ地区チェポ出身の元プロ野球選手(遊撃手)。右投右打

## 経歴
2003年に第35回IBAFワールドカップのパナマ代表に選出された。
2005年に第36回IBAFワールドカップのパナマ代表に選出された。
2006年開幕前の3月に第1回WBCのパナマ代表に選出された。

## 詳細情報

### 代表歴
- 2003 IBAFワールドカップ パナマ代表
- 2005 IBAFワールドカップ パナマ代表
- 2006 ワールド・ベースボール・クラシック・パナマ代表